# Kia Optima
Kia Optima je automobil střední třídy vyráběný společností Kia Motors. Začal se vyrábět v roce 2010 jako nástupce modelu Magentis. Je postaven na platformě, kterou sdílí s vozem Hyundai Sonata.

## Třetí generace (2010–2015)

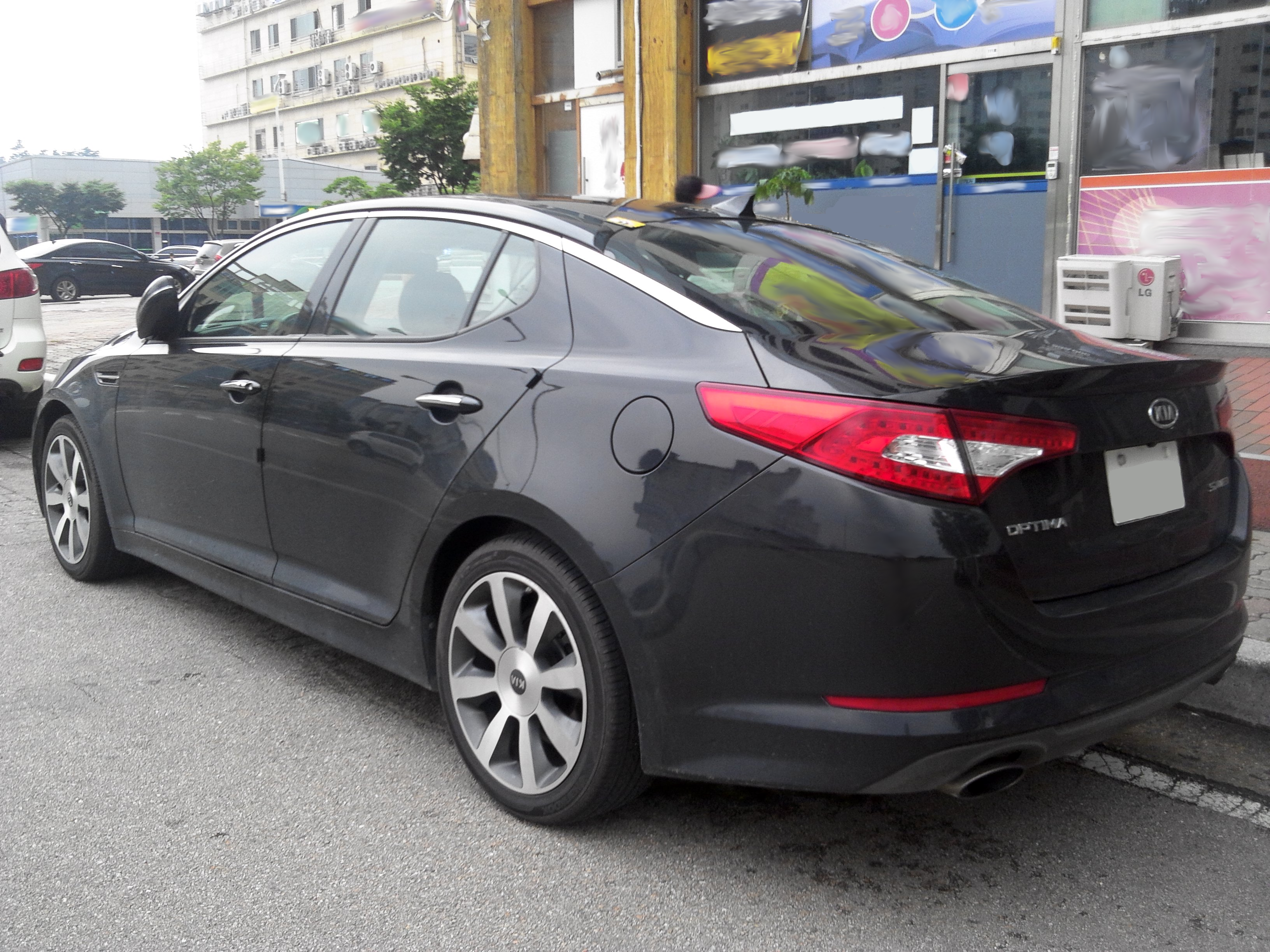
Kia Optima 3. generace

Design první (v některých částech světa již třetí) generace modelu Optima vytvořil nový designér značky Kia Peter Schreyer, a oproti předchůdci má sportovnější a elegantnější vzhled. Poprvé se celosvětově používá název Optima. 
Standardní výbava vozu již obsahuje elektronickou kontrolu stability (ESC), brzdový systém ABS, možnost připojení iPodu nebo provoz handsfree na platformě Bluetooth. 
S touto generací se začala prodávat i Optima Turbo na hybridní pohon, která byla uvedena na americký trh v roce 2011. Optima Hybrid využívá pohon Hyundai Sonata, který kombinuje 2,4litrový motor s šestistupňovou automatickou převodovkou, 30kW elektromotor a polymerové baterie z lehkého lithia.

## Čtvrtá generace (2015–současnost)
Po pěti letech se Optima dočkala dalšího faceliftu, který přinesl ještě sportovnější vzhled, nové technologie a prostornější interiér. Stejně jako u předchozí generace je model postaven na platformě Hyundai Sonata a design navrhoval Peter Schreyer. 
Nový model získal plný počet hvězdiček v bezpečnostních zkouškách Euro NCAP.
Motory
| Motory                              | 1.7, nafta, 104 kW        | 1.7, nafta, 7DCT 104 kW       |
| ----------------------------------- | ------------------------- | ----------------------------- |
| Typ motoru                          | řadový vznětový čtyřválec | řadový vznětový čtyřválec     |
| Zdvihový objem (ccm)                | 1685                      | 1685                          |
| Max. výkon (kW/ot. za min.)         | 104 / 4 000               | 104 / 4 000                   |
| Max. točivý moment (Nm/ot. za min.) | 340 / 1 750 - 2 500       | 340 / 1 750 - 2 500           |
| Nejvyšší rychlost (km/h)            | 203                       | 203                           |
| Převodovka                          | Manuální 6st.             | Automatická dvouspojková 7st. |